# Kolbotn IL
El Kolbotn IL és un club poliesportiu noruec que és conegut especialment per la seva secció femenina de futbol, que del 2002 al 2007 va guanyar tres lligues i una Copa nacional i va arribar a les semifinals de la Lliga de Campions. Els seus majors èxits posteriors son tres terceres posicions a la Lliga i tres semifinals de Copa.

## Històric

### Palmarès
- 3 Lligues de Noruega
  - 2002 - 2005 - 2006
- 1 Copa de Noruega
  - 2007

### Trajectòria
| Edició | 1ª Fase previa ¹ | 2ª Fase previa ¹ | Quarts de final | Semifinals | Final |
| ------ | ---------------- | ---------------- | --------------- | ---------- | ----- |
| 03/04  |                  | FCF Juvisy       | Malmö FF        |            |       |
| 06/07  |                  | RCD Espanyol     | 1.FFC Frankfurt | Umeå IK    |       |
| 07/08  |                  | Olympique Lió    |                 |            |       |

- ¹ Fase de grups. Equip classificat pillor possicionat en cas d'eliminació o equip eliminat millor possicionat en cas de classificació.

|            | 1981 | 1982 | 1983 | 1984 | 1985 | 1986 | 1987 | 1988 | 1989 | 1990 | 1991 | 1992 | 1993 | 1994 | 1995 | 1996 | 1997 | 1998 | 1999 | 2000 |
| ---------- | ---- | ---- | ---- | ---- | ---- | ---- | ---- | ---- | ---- | ---- | ---- | ---- | ---- | ---- | ---- | ---- | ---- | ---- | ---- | ---- |
| Toppserien |      |      |      |      |      |      |      |      |      |      |      |      |      |      | 5    | 4    | 4    | 4    | 4    | 3    |
| Divisió 1  |      |      |      |      |      |      |      |      |      |      | ?    | ?    | ?    | ?    |      |      |      |      |      |      |
|            | 2001 | 2002 | 2003 | 2004 | 2005 | 2006 | 2007 | 2008 | 2009 | 2010 | 2011 | 2012 | 2013 | 2014 | 2015 | 2016 | 2017 | 2018 | 2019 | 2020 |
| Toppserien | 2    | 1    | 2    | 5    | 1    | 1    | 2    | 4    | 3    | 3    | 3    | 5    | 6    | 4    | 5    | 4    |      |      |      |      |